# تمثال آشوري (بي أم 124963)
أنشئ التمثال الآشوري(رقم المتحف البريطاني 124963) في الأصل بالقرب من معبد عشتار في نينوى(بالقرب من مدينة الموصل الحديثة في شمال العراق). يظل التمثال هو التمثال الآشوري الوحيد المعروف لامرأة عارية.يظهر النقش أنه كان مخصصًا "للإثارة" او "للإغراء"، وقد يمثل مرافقًا لعشتار، أو عشتار نفسها في دورها كإلهة الحب. أرخ التمثال لأول مرة بواسطة EA Wallis Budge على أنه يعود إلى ق. 1080 قبل الميلاد.

## وصف
تمثال منحوت من الحجر الجيري لامرأة. يبلغ حجم التمثال97 سنتيمتر (38 بوصة) أصغر قليلاً من الحجم الطبيعي. ارتفاعه 47 سنتيمتر (19 بوصة) يبلغ عرضه عند الكتفين ويضيق إلى 28 سنتيمتر (11 بوصة)واسعة عند الخصر. يوجد نقش مسماري على الجزء الخلفي من التمثال يشير إلى أن الملك آشور بيلكالا أقامه من أجل الشعب.
فقدت معظم تفاصيل السطح، ولكن تفاصيل شعر العانة لا تزال مرئية ومنحوتة بعناية. وحين عُرضت في معرض المتحف البريطاني في عام2018/2019، وصفها القائمون على المعرض بأنها غير جذابة عمدًا من حيث الأفكار الآشورية عن الجمال الأنثوي، وربما كانت مصممة لإهانة شخصية أنثوية معينة.ومع ذلك، فإن مدخل موقع المتحف لا يتبنى هذا التفسير.
أُكتشف التمثال وحفره على يد هرمز رسام في عام1853. عثر عليه بالقرب من المسلة المكسورة( BM 118898 )و "في نفس الخندق".
يُعرض التمثال بشكل دائم في معرض55بالمتحف البريطاني، الغرفة الآشورية، حيث تم تصنيفه ببساطة على أنه "تمثال من الحجر الجيري لامرأة" ويرجع تأريخه إلى عهد آشور بيل كالا.

### النقش

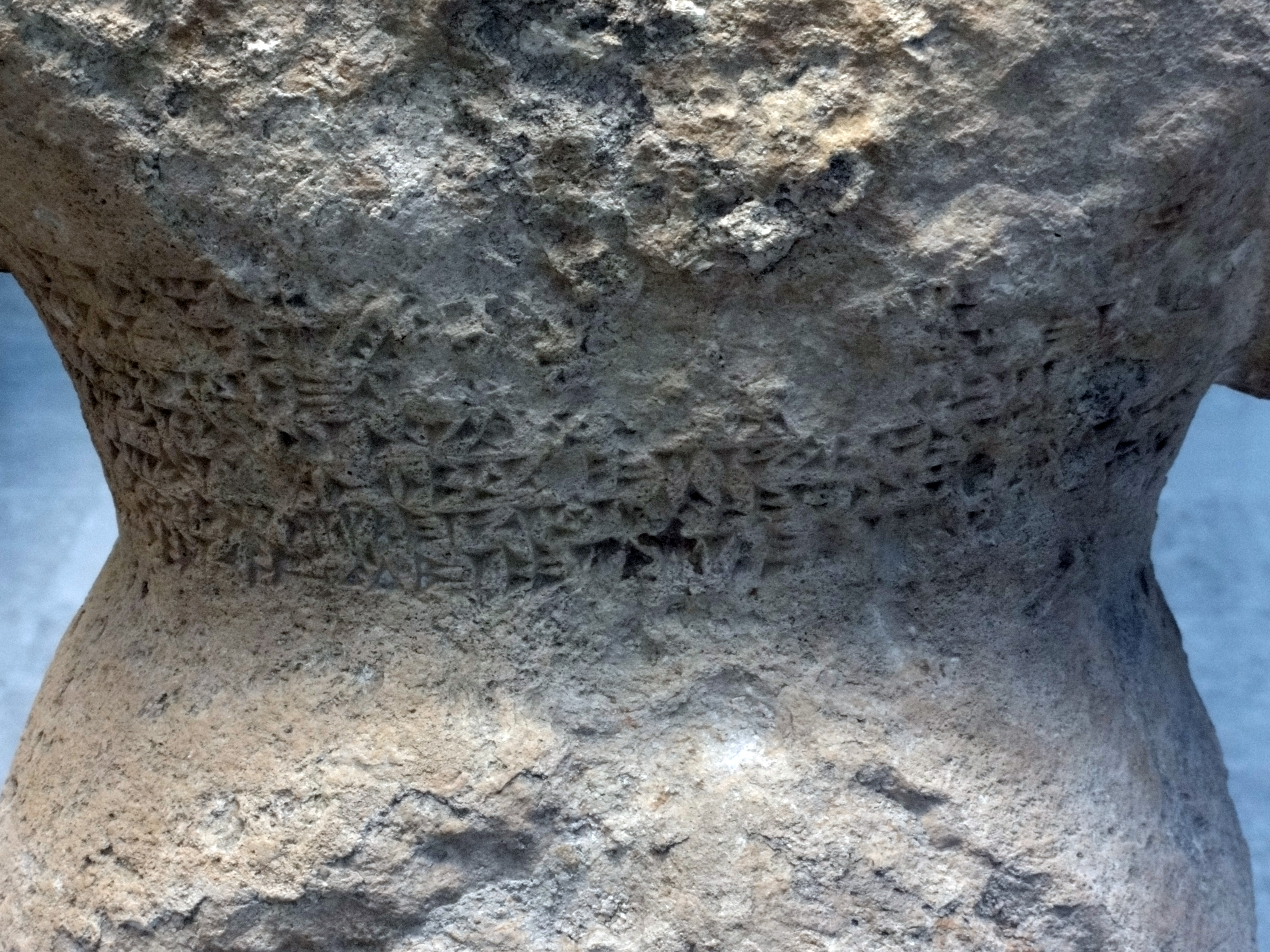
تفاصيل توضح النقش المسماري على الخصر الخلفي للتمثال.

| </img> </br></img> |

كانت ترجمة بودج الإنجليزية لعام 1902 هي:
1. قصر آشور بل[كالا، ملك الجنود، الملك العظيم، ملك آشور] سورية،
2. ابن تغلث فلاسر ملك الجنود الجبار ملك أشور
3. ابن آشور رش إيشي، ملك الجنود، [الملك العظيم، ملك] أشور.
4. هؤلاء ... [من بين حكام] المدن
5. و ... على ... [هل أنا ... ].
6. من يغير نقشي أو اسمي (المكتوب فيه) فليغفر له الإله زا[..] والآلهة
7. من أرض مارتو اضربوه ب... ضرب!

هناك ترجمة أكثر اكتمالاً قام بها ألبرت كيرك جرايسون في عام1991 تنص على ما يلي:
(ملكية) قصر آشور-بيل-كالا ملك الكون، الملك القوي، ملك آشور، أبن تغلث-بيل-سير(ألأول)، ملك الكون،[الملك، ملك آشور]القوي، أبن آشور-ريسا-إيسي(ألأول)(الذي كان) أيضًا ملك الكون،[الملك القوي، ملك]آشور:لقد صنعت هذه المنحوتات في المقاطعات والمدن والحاميات للإثارة. وأما من ينزع نقوشي وأسمي: فإن الإله سيبيتي، آلهة الغرب، سوف يصيبه بلدغة ثعبان.
قالب:British Museum

## ملحوظات
1. 1 2 3 4  BM page
2. 1 2  Grayson، Albert Kirk (1991)، Assyrian rulers of the early first millennium BC, 1114-859 BC، Royal inscriptions of Mesopotamia., Assyrian Periods، Toronto، ج. 2، ISBN:9780802059659
3. ↑  Jack Cheng؛ Marian H. Feldman، المحررون (2007). Ancient Near Eastern Art in Context: Studies in Honor of Irene J. Winter by Her Students. 26 of Culture and History of the Ancient Near East. BRILL. ص. 385. ISBN:9789004157026.
4. 1 2  Bahrani، Zainab (1996)، "The Hellenization of Ishtar: Nudity, Fetishism, and the Production of Cultural Differentiation in Ancient Art"، Oxford Art Journal، Oxford University Press، ج. 19، ص. 12–13، DOI:10.1093/oxartj/19.2.3، JSTOR:1360725
5. 1 2  E. A. Wallis Budge (2007) [1902]، Annals of the Kings of Assyria: The Cuneiform Texts with Translations, Transliterations, Etc.; Volume 1 of Ancient Egypt Series، Routledge، ISBN:9780710310330